# Tetrarquia

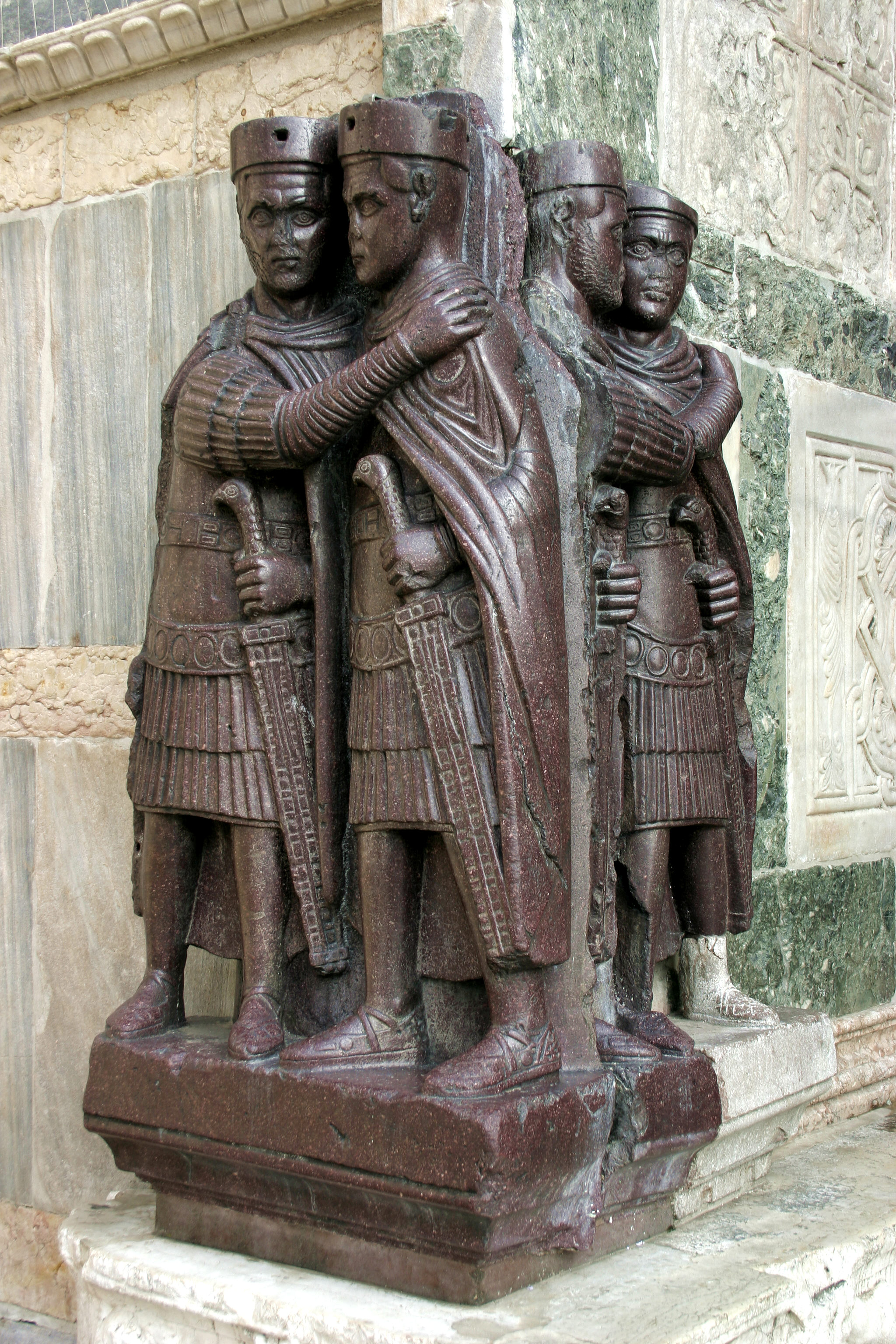
Els tetrarques, escultura de pòrfid, saquejada d'un palau romà d'Orient el 1204

La Tetrarquia és un nou sistema ideològic, polític i d'administratiu que estableix Dioclecià a l'Imperi Romà durant al segle iv (293-324) mitjançant el qual el poder polític, administratiu i territorial va quedar repartit entre dos Augusti i dos Caesares, els quals es repartiran les competències de la nova estructura organitzativa imperial. Així, hi haurà un august i un cèsar a Orient i un altre august i un altre cèsar a Occident.

## El model tetràrquic

Imperi Romà durant l'època de la Tetrarquia.

- Raó política: les agressions dels bàrbars al limes i les usurpacions de poder contínues durant la crisi del segle iii van fer necessari establir un nou model polític amb diferents centres de poder, àrees d'influència i potestat decisòria, tot cercant l'eficàcia i la multiplicació per quatre de l'autoritat imperial.

- Raó d'ideologia religiosa: el poder imperial serà investit d'una mística religiosa, ja que els dos primers augustos, Dioclecià i Maximià, i els seus adoptats, passen a designar-se amb els títols de Jovius i Herculius (és a dir, fills de Júpiter i Hèrcules, respectivament) i d'aquesta manera poder legitimar la seva inspiració per la gràcia divina.

- Raó dinàstica: amb l'objectiu d'evitar usurpacions i inspirant-se en la dinastia Antonina, es crea una família imperial divina basant-se en el principi de l’Optimus Princeps. L'elecció del successor a august serà a través de l'adopció, d'acord amb el principi que legitima la capacitat i no el parentiu.

Les reformes de Dioclecià van donar lloc a la tetrarquia i a una reforma exhaustiva de l'Imperi Romà en l'àmbit polític, militar, fiscal, territorial, administratiu i religiós.

## Final de la tetrarquia
Finalment el sistema tetràrquic va durar fins al 324, quan les guerres civils destructives van eliminar la majoria dels aspirants al poder. Licini va dimitir com a august després de perdre la batalla de Crisòpolis, deixant Constantí I el Gran al control de tot l'imperi, el primer que governaria en solitari des de Marc Aureli Car el 282.